# Kurtis Blow

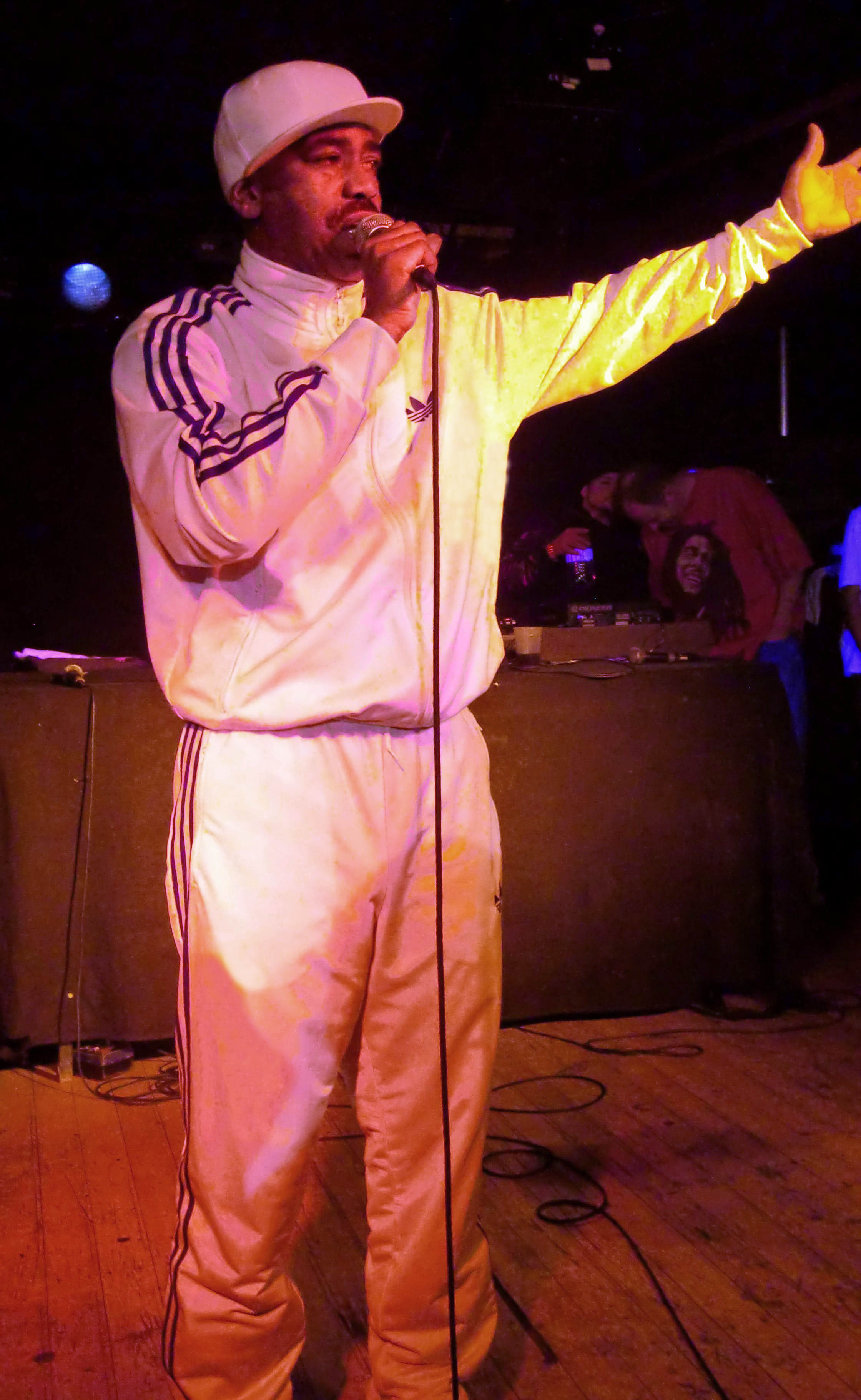
Kurtis Blow im Musiktheater Bad in Hannover (2012)

Kurtis Blow (eigentlich Kurtis Walker) (* 9. August 1959 in Harlem) ist ein Pionier des Rap. Sein erster und bekanntester Hit war The Breaks (1980) und gilt als Klassiker des Hip-Hops. Einer seiner erfolgreichsten Songs war Basketball, eine Coproduktion mit Full Force aus Brooklyn. Seine Musik wurde von DJ Hollywood beeinflusst. Auf Blows Album Kingdom Blow von 1986 ist auch Bob Dylan zu hören.

## Leben
Kurtis Blow begann seine Karriere Mitte der 1970er Jahre in New York City als Breakdancer, bevor er über das DJing zum Rap kam. Er war der erste Rapper, der ein komplettes Album bei einer größeren Plattenfirma aufnahm (1980). Dies geschah nach der Aufnahme seiner ersten Single Christmas Rappin – etwa zur gleichen Zeit, als die Sugarhill Gang mit Rapper’s Delight den ersten Hit des Hip-Hop landete. Zu dieser Zeit wurde dieser Musikstil noch als eine vorübergehende Erscheinung belächelt, und es gab großen Widerstand, Blow unter Vertrag zu nehmen.
1983 wurde er Produzent von Run DMC und der Fat Boys. 1986 landete er mit I’m Chillin seinen letzten Charthit.
Kurtis Blow ist in den Filmen Krush groove und The Show zu sehen.

## Diskografie

### Alben
| Jahr | Titel        | Höchstplatzierung, Gesamtwochen, AuszeichnungChartsChartplatzierungen (Jahr, Titel, Platzierungen, Wochen, Auszeichnungen, Anmerkungen) | Anmerkungen                          |
| Jahr | Titel        | US | Anmerkungen                          |
| ---- | ------------ | --- | ------------------------------------ |
| 1980 | Kurtis Blow  | US71 (10 Wo.)US | Erstveröffentlichung: September 1980 |
| 1981 | Deuce        | US137 (5 Wo.)US | Erstveröffentlichung: Juni 1981      |
| 1982 | Tough        | US167 (5 Wo.)US | Erstveröffentlichung: Oktober 1982   |
| 1984 | Ego Trip     | US83 (37 Wo.)US | Erstveröffentlichung: Dezember 1984  |
| 1985 | America      | US153 (15 Wo.)US | Erstveröffentlichung: Oktober 1985   |
| 1986 | Kingdom Blow | US196 (2 Wo.)US | Erstveröffentlichung: November 1986  |

Weitere Alben
- 1983: Party Time?
- 1983: The best Rapper on the Scene
- 1984: Rapper in Town
- 1988: Back by Popular Demand
- 1990: Best of... Rappin’
- 1994: The Best of Kurtis Blow
- 1997: The History of Rap

### Singles
| Jahr | Titel Album                   | Höchstplatzierung, Gesamtwochen, AuszeichnungChartplatzierungen (Jahr, Titel, Album, Platzierungen, Wochen, Auszeichnungen, Anmerkungen) | Höchstplatzierung, Gesamtwochen, AuszeichnungChartplatzierungen (Jahr, Titel, Album, Platzierungen, Wochen, Auszeichnungen, Anmerkungen) | Höchstplatzierung, Gesamtwochen, AuszeichnungChartplatzierungen (Jahr, Titel, Album, Platzierungen, Wochen, Auszeichnungen, Anmerkungen) | Anmerkungen                         |
| Jahr | Titel Album                   | DE | UK | US | Anmerkungen                         |
| ---- | ----------------------------- | --- | --- | --- | ----------------------------------- |
| 1979 | Christmas Rappin’ Kurtis Blow | — | UK30 (6 Wo.)UK | — | Erstveröffentlichung: November 1979 |
| 1980 | The Breaks Kurtis Blow        | DE56 (9 Wo.)DE | UK47 (5 Wo.)UK | US87 Gold · (6 Wo.)US | Erstveröffentlichung: August 1980   |
| 1983 | Party Time Party Time EP      | — | UK67 (4 Wo.)UK | — | Erstveröffentlichung: Juli 1983     |
| 1985 | Basketball Ego Trip           | — | — | US71 (6 Wo.)US | Erstveröffentlichung: März 1985     |
| 1986 | If I Ruled The World America  | — | UK24 (10 Wo.)UK | — | Erstveröffentlichung: Januar 1986   |
| 1986 | I’m Chillin’ Kingdom Blow     | — | UK64 (3 Wo.)UK | — | Erstveröffentlichung: Oktober 1986  |

Weitere Singles
- 1979: Rappin’
- 1984: Under Fire
- 1994: The Breaks Remixes